# Vuelta a Andalucía 2022
La 68.ª edición de la competición ciclista Vuelta a Andalucía fue una carrera de ciclismo en ruta por etapas que se celebró entre el 16 y el 20 de febrero de 2022 en España con inicio en la ciudad de Ubrique y final en la ciudad de Chiclana de Segura, sobre una distancia total de 836,6 kilómetros.
La carrera formó parte del del UCI ProSeries 2022, calendario ciclístico mundial de segunda división, dentro de la categoría UCI 2.Pro y fue ganada por el neerlandés Wout Poels del Bahrain Victorious. Completaron el podio, como segundo y tercer clasificado respectivamente, el español Cristián Rodríguez del TotalEnergies y el colombiano Miguel Ángel López del Astana Qazaqstan.

## Equipos participantes
Tomaron parte en la carrera 22 equipos: 12 de categoría UCI WorldTeam invitados por la organización y 10 de categoría UCI ProTeam. Formaron así un pelotón de 141 ciclistas de los que acabaron 108. Los equipos participantes fueron:
| WorldTeams (12)- UAE Team Emirates - Intermarché-Wanty-Gobert Matériaux - Ineos Grenadiers - Bahrain Victorious - Quick-Step Alpha Vinyl - Bora-Hansgrohe - Astana Qazaqstan Team - Movistar Team - AG2R Citroën Team - Israel-Premier Tech - BikeExchange-Jayco - Lotto-Soudal ProTeams (10)- Euskaltel-Euskadi - Eolo-Kometa - Sport Vlaanderen-Baloise - Gazprom-RusVelo - Caja Rural-Seguros RGA - Burgos-BH - Alpecin-Fenix - TotalEnergies - Equipo Kern Pharma - Human Powered Health |
| |

## Recorrido
La Vuelta a Andalucía dispuso de cinco etapas dividido en dos etapas escarpadas, dos etapas de media montaña, y una etapa de alta montaña, para un recorrido total de 836,6 kilómetros.
| Etapa     | Fecha     | Recorrido                  | type                   | Distancia (km) | Desnivel (m) | Ganador          | Líder           |
| --------- | --------- | -------------------------- | ---------------------- | -------------- | ------------ | ---------------- | --------------- |
| 1.ª etapa | 16 de feb | Ubrique – Iznájar          | etapa de media montaña | 200,7          | 3460 m       | Rune Herregodts  | Rune Herregodts |
| 2.ª etapa | 17 de feb | Archidona – Alcalá la Real | etapa de media montaña | 150,6          | 2986 m       | Alessandro Covi  | Alessandro Covi |
| 3.ª etapa | 18 de feb | Lucena – Villa de Otura    | etapa de media montaña | 152,6          | 2873 m       | Magnus Sheffield | Alessandro Covi |
| 4.ª etapa | 19 de feb | Cúllar Vega – Baza         | etapa de media montaña | 165,6          | 2987 m       | Wout Poels       | Wout Poels      |
| 5.ª etapa | 20 de feb | Huesa – Chiclana de Segura | etapa de media montaña | 167,1          | 2899 m       | Lennard Kämna    | Wout Poels      |

## Desarrollo de la carrera

### 1.ª etapa
| Ubrique - Iznájar | etapa de media montaña | (200,7 km) |

| \| Clasificación de la etapa \| Clasificación de la etapa \| Clasificación de la etapa \| Clasificación de la etapa \| Clasificación de la etapa \| \| Ciclista \| Ciclista \| Equipo \| Tiempo \| \| \| ------------------------- \| ------------------------- \| ------------------------- \| ------------------------- \| ------------------------- \| \| 1.º \| Rune Herregodts \| Sport Vlaanderen-Baloise \| 5 h 16 min 44 s \| \| \| 2.º \| Stephen Bassett \| Human Powered Health \| + 2 s \| \| \| 3.º \| Ander Okamika \| Burgos-BH \| + 2 s \| \| \| 4.º \| Xabier Isasa \| Euskaltel-Euskadi \| + 12 s \| \| \| 5.º \| Lindsay De Vylder \| Sport Vlaanderen-Baloise \| + 15 s \| \| \| 6.º \| Mark Christian \| Eolo-Kometa \| + 16 s \| \| \| 7.º \| Alessandro Covi \| UAE Team Emirates \| + 31 s \| \| \| 8.º \| Gonzalo Serrano Rodríguez \| Movistar Team \| + 37 s \| \| \| 9.º \| Matteo Trentin \| UAE Team Emirates \| + 37 s \| \| \| 10.º \| Benoît Cosnefroy \| AG2R Citroën Team \| + 37 s \| \| |                           |                          |                 |
| |                           |                          |                 |
| Fuente: ProCyclingStats |                           |                          |                 |
| Clasificación de la etapa |                           |                          |                 |
| Ciclista | Ciclista                  | Equipo                   | Tiempo          |
| 1.º | Rune Herregodts           | Sport Vlaanderen-Baloise | 5 h 16 min 44 s |
| 2.º | Stephen Bassett           | Human Powered Health     | + 2 s           |
| 3.º | Ander Okamika             | Burgos-BH                | + 2 s           |
| 4.º | Xabier Isasa              | Euskaltel-Euskadi        | + 12 s          |
| 5.º | Lindsay De Vylder         | Sport Vlaanderen-Baloise | + 15 s          |
| 6.º | Mark Christian            | Eolo-Kometa              | + 16 s          |
| 7.º | Alessandro Covi           | UAE Team Emirates        | + 31 s          |
| 8.º | Gonzalo Serrano Rodríguez | Movistar Team            | + 37 s          |
| 9.º | Matteo Trentin            | UAE Team Emirates        | + 37 s          |
| 10.º | Benoît Cosnefroy          | AG2R Citroën Team        | + 37 s          |

| \| Clasificación general \| Clasificación general \| Clasificación general \| Clasificación general \| Clasificación general \| \| Ciclista \| Ciclista \| Equipo \| Tiempo \| \| \| --------------------- \| ------------------------- \| ------------------------ \| --------------------- \| --------------------- \| \| 1.º \| Rune Herregodts \| Sport Vlaanderen-Baloise \| 5 h 16 min 44 s \| \| \| 2.º \| Stephen Bassett \| Human Powered Health \| + 2 s \| \| \| 3.º \| Ander Okamika \| Burgos-BH \| + 2 s \| \| \| 4.º \| Xabier Isasa \| Euskaltel-Euskadi \| + 12 s \| \| \| 5.º \| Lindsay De Vylder \| Sport Vlaanderen-Baloise \| + 15 s \| \| \| 6.º \| Mark Christian \| Eolo-Kometa \| + 18 s \| \| \| 7.º \| Alessandro Covi \| UAE Team Emirates \| + 31 s \| \| \| 8.º \| Gonzalo Serrano Rodríguez \| Movistar Team \| + 37 s \| \| \| 9.º \| Matteo Trentin \| UAE Team Emirates \| + 37 s \| \| \| 10.º \| Benoît Cosnefroy \| AG2R Citroën Team \| + 37 s \| \| |                           |                          |                 |
| |                           |                          |                 |
| Fuente: ProCyclingStats |                           |                          |                 |
| Clasificación general |                           |                          |                 |
| Ciclista | Ciclista                  | Equipo                   | Tiempo          |
| 1.º | Rune Herregodts           | Sport Vlaanderen-Baloise | 5 h 16 min 44 s |
| 2.º | Stephen Bassett           | Human Powered Health     | + 2 s           |
| 3.º | Ander Okamika             | Burgos-BH                | + 2 s           |
| 4.º | Xabier Isasa              | Euskaltel-Euskadi        | + 12 s          |
| 5.º | Lindsay De Vylder         | Sport Vlaanderen-Baloise | + 15 s          |
| 6.º | Mark Christian            | Eolo-Kometa              | + 18 s          |
| 7.º | Alessandro Covi           | UAE Team Emirates        | + 31 s          |
| 8.º | Gonzalo Serrano Rodríguez | Movistar Team            | + 37 s          |
| 9.º | Matteo Trentin            | UAE Team Emirates        | + 37 s          |
| 10.º | Benoît Cosnefroy          | AG2R Citroën Team        | + 37 s          |

### 2.ª etapa
| Archidona - Alcalá la Real | etapa de media montaña | (150,6 km) |

| \| Clasificación de la etapa \| Clasificación de la etapa \| Clasificación de la etapa \| Clasificación de la etapa \| Clasificación de la etapa \| \| Ciclista \| Ciclista \| Equipo \| Tiempo \| \| \| ------------------------- \| ------------------------- \| ---------------------------------- \| ------------------------- \| ------------------------- \| \| 1.º \| Alessandro Covi \| UAE Team Emirates \| 3 h 57 min 46 s \| \| \| 2.º \| Miguel Ángel López \| Astana Qazaqstan Team \| + 2 s \| \| \| 3.º \| Iván Ramiro Sosa \| Movistar Team \| + 4 s \| \| \| 4.º \| Jack Haig \| Bahrain Victorious \| + 4 s \| \| \| 5.º \| Steff Cras \| Lotto-Soudal \| + 4 s \| \| \| 6.º \| Carlos Rodríguez \| Ineos Grenadiers \| + 4 s \| \| \| 7.º \| Dries Devenyns \| Quick-Step Alpha Vinyl \| + 4 s \| \| \| 8.º \| Domenico Pozzovivo \| Intermarché-Wanty-Gobert Matériaux \| + 4 s \| \| \| 9.º \| Simon Clarke \| Israel-Premier Tech \| + 4 s \| \| \| 10.º \| Cristián Rodríguez \| TotalEnergies \| + 4 s \| \| |                    |                                    |                 |
| |                    |                                    |                 |
| Fuente: ProCyclingStats |                    |                                    |                 |
| Clasificación de la etapa |                    |                                    |                 |
| Ciclista | Ciclista           | Equipo                             | Tiempo          |
| 1.º | Alessandro Covi    | UAE Team Emirates                  | 3 h 57 min 46 s |
| 2.º | Miguel Ángel López | Astana Qazaqstan Team              | + 2 s           |
| 3.º | Iván Ramiro Sosa   | Movistar Team                      | + 4 s           |
| 4.º | Jack Haig          | Bahrain Victorious                 | + 4 s           |
| 5.º | Steff Cras         | Lotto-Soudal                       | + 4 s           |
| 6.º | Carlos Rodríguez   | Ineos Grenadiers                   | + 4 s           |
| 7.º | Dries Devenyns     | Quick-Step Alpha Vinyl             | + 4 s           |
| 8.º | Domenico Pozzovivo | Intermarché-Wanty-Gobert Matériaux | + 4 s           |
| 9.º | Simon Clarke       | Israel-Premier Tech                | + 4 s           |
| 10.º | Cristián Rodríguez | TotalEnergies                      | + 4 s           |

| \| Clasificación general \| Clasificación general \| Clasificación general \| Clasificación general \| Clasificación general \| \| Ciclista \| Ciclista \| Equipo \| Tiempo \| \| \| --------------------- \| --------------------- \| ---------------------------------- \| --------------------- \| --------------------- \| \| 1.º \| Alessandro Covi \| UAE Team Emirates \| 9 h 15 min 01 s \| \| \| 2.º \| Ander Okamika \| Burgos-BH \| + 5 s \| \| \| 3.º \| Miguel Ángel López \| Astana Qazaqstan Team \| + 8 s \| \| \| 4.º \| Jack Haig \| Bahrain Victorious \| + 10 s \| \| \| 5.º \| Dries Devenyns \| Quick-Step Alpha Vinyl \| + 10 s \| \| \| 6.º \| Simon Clarke \| Israel-Premier Tech \| + 10 s \| \| \| 7.º \| Steff Cras \| Lotto-Soudal \| + 10 s \| \| \| 8.º \| Cristián Rodríguez \| TotalEnergies \| + 10 s \| \| \| 9.º \| Iván Ramiro Sosa \| Movistar Team \| + 10 s \| \| \| 10.º \| Domenico Pozzovivo \| Intermarché-Wanty-Gobert Matériaux \| + 10 s \| \| |                    |                                    |                 |
| |                    |                                    |                 |
| Fuente: ProCyclingStats |                    |                                    |                 |
| Clasificación general |                    |                                    |                 |
| Ciclista | Ciclista           | Equipo                             | Tiempo          |
| 1.º | Alessandro Covi    | UAE Team Emirates                  | 9 h 15 min 01 s |
| 2.º | Ander Okamika      | Burgos-BH                          | + 5 s           |
| 3.º | Miguel Ángel López | Astana Qazaqstan Team              | + 8 s           |
| 4.º | Jack Haig          | Bahrain Victorious                 | + 10 s          |
| 5.º | Dries Devenyns     | Quick-Step Alpha Vinyl             | + 10 s          |
| 6.º | Simon Clarke       | Israel-Premier Tech                | + 10 s          |
| 7.º | Steff Cras         | Lotto-Soudal                       | + 10 s          |
| 8.º | Cristián Rodríguez | TotalEnergies                      | + 10 s          |
| 9.º | Iván Ramiro Sosa   | Movistar Team                      | + 10 s          |
| 10.º | Domenico Pozzovivo | Intermarché-Wanty-Gobert Matériaux | + 10 s          |

### 3.ª etapa
| Lucena - Villa de Otura | etapa de media montaña | (152,6 km) |

| \| Clasificación de la etapa \| Clasificación de la etapa \| Clasificación de la etapa \| Clasificación de la etapa \| Clasificación de la etapa \| \| Ciclista \| Ciclista \| Equipo \| Tiempo \| \| \| ------------------------- \| ------------------------- \| ------------------------- \| ------------------------- \| ------------------------- \| \| 1.º \| Magnus Sheffield \| Ineos Grenadiers \| 3 h 54 min 37 s \| \| \| 2.º \| Simon Clarke \| Israel-Premier Tech \| + 3 s \| \| \| 3.º \| Stan Dewulf \| AG2R Citroën Team \| + 3 s \| \| \| 4.º \| Ben Turner \| Ineos Grenadiers \| + 3 s \| \| \| 5.º \| Mauri Vansevenant \| Quick-Step Alpha Vinyl \| + 3 s \| \| \| 6.º \| Wout Poels \| Bahrain Victorious \| + 3 s \| \| \| 7.º \| Alessandro Covi \| UAE Team Emirates \| + 3 s \| \| \| 8.º \| Simon Yates \| BikeExchange-Jayco \| + 3 s \| \| \| 9.º \| Miguel Ángel López \| Astana Qazaqstan Team \| + 3 s \| \| \| 10.º \| Dries Devenyns \| Quick-Step Alpha Vinyl \| + 3 s \| \| |                    |                        |                 |
| |                    |                        |                 |
| Fuente: ProCyclingStats |                    |                        |                 |
| Clasificación de la etapa |                    |                        |                 |
| Ciclista | Ciclista           | Equipo                 | Tiempo          |
| 1.º | Magnus Sheffield   | Ineos Grenadiers       | 3 h 54 min 37 s |
| 2.º | Simon Clarke       | Israel-Premier Tech    | + 3 s           |
| 3.º | Stan Dewulf        | AG2R Citroën Team      | + 3 s           |
| 4.º | Ben Turner         | Ineos Grenadiers       | + 3 s           |
| 5.º | Mauri Vansevenant  | Quick-Step Alpha Vinyl | + 3 s           |
| 6.º | Wout Poels         | Bahrain Victorious     | + 3 s           |
| 7.º | Alessandro Covi    | UAE Team Emirates      | + 3 s           |
| 8.º | Simon Yates        | BikeExchange-Jayco     | + 3 s           |
| 9.º | Miguel Ángel López | Astana Qazaqstan Team  | + 3 s           |
| 10.º | Dries Devenyns     | Quick-Step Alpha Vinyl | + 3 s           |

| \| Clasificación general \| Clasificación general \| Clasificación general \| Clasificación general \| Clasificación general \| \| Ciclista \| Ciclista \| Equipo \| Tiempo \| \| \| --------------------- \| --------------------- \| ---------------------------------- \| --------------------- \| --------------------- \| \| 1.º \| Alessandro Covi \| UAE Team Emirates \| 13 h 09 min 41 s \| \| \| 2.º \| Miguel Ángel López \| Astana Qazaqstan Team \| + 8 s \| \| \| 3.º \| Simon Clarke \| Israel-Premier Tech \| + 10 s \| \| \| 4.º \| Dries Devenyns \| Quick-Step Alpha Vinyl \| + 10 s \| \| \| 5.º \| Steff Cras \| Lotto-Soudal \| + 10 s \| \| \| 6.º \| Jack Haig \| Bahrain Victorious \| + 10 s \| \| \| 7.º \| Cristián Rodríguez \| TotalEnergies \| + 10 s \| \| \| 8.º \| Iván Ramiro Sosa \| Movistar Team \| + 10 s \| \| \| 9.º \| Domenico Pozzovivo \| Intermarché-Wanty-Gobert Matériaux \| + 10 s \| \| \| 10.º \| Carlos Rodríguez \| Ineos Grenadiers \| + 10 s \| \| |                    |                                    |                  |
| |                    |                                    |                  |
| Fuente: ProCyclingStats |                    |                                    |                  |
| Clasificación general |                    |                                    |                  |
| Ciclista | Ciclista           | Equipo                             | Tiempo           |
| 1.º | Alessandro Covi    | UAE Team Emirates                  | 13 h 09 min 41 s |
| 2.º | Miguel Ángel López | Astana Qazaqstan Team              | + 8 s            |
| 3.º | Simon Clarke       | Israel-Premier Tech                | + 10 s           |
| 4.º | Dries Devenyns     | Quick-Step Alpha Vinyl             | + 10 s           |
| 5.º | Steff Cras         | Lotto-Soudal                       | + 10 s           |
| 6.º | Jack Haig          | Bahrain Victorious                 | + 10 s           |
| 7.º | Cristián Rodríguez | TotalEnergies                      | + 10 s           |
| 8.º | Iván Ramiro Sosa   | Movistar Team                      | + 10 s           |
| 9.º | Domenico Pozzovivo | Intermarché-Wanty-Gobert Matériaux | + 10 s           |
| 10.º | Carlos Rodríguez   | Ineos Grenadiers                   | + 10 s           |

### 4.ª etapa
| Cúllar Vega - Baza | etapa de media montaña | (165,6 km) |

| \| Clasificación de la etapa \| Clasificación de la etapa \| Clasificación de la etapa \| Clasificación de la etapa \| Clasificación de la etapa \| \| Ciclista \| Ciclista \| Equipo \| Tiempo \| \| \| ------------------------- \| ------------------------- \| ------------------------- \| ------------------------- \| ------------------------- \| \| 1.º \| Wout Poels \| Bahrain Victorious \| 3 h 56 min 52 s \| \| \| 2.º \| Alexéi Lutsenko \| Astana Qazaqstan Team \| + 0 s \| \| \| 3.º \| Mauri Vansevenant \| Quick-Step Alpha Vinyl \| + 18 s \| \| \| 4.º \| Simon Yates \| BikeExchange-Jayco \| + 18 s \| \| \| 5.º \| Damiano Caruso \| Bahrain Victorious \| + 18 s \| \| \| 6.º \| Cristián Rodríguez \| TotalEnergies \| + 18 s \| \| \| 7.º \| Jack Haig \| Bahrain Victorious \| + 18 s \| \| \| 8.º \| Iván Ramiro Sosa \| Movistar Team \| + 18 s \| \| \| 9.º \| Ben O'Connor \| AG2R Citroën Team \| + 18 s \| \| \| 10.º \| Miguel Ángel López \| Astana Qazaqstan Team \| + 18 s \| \| |                    |                        |                 |
| |                    |                        |                 |
| Fuente: ProCyclingStats |                    |                        |                 |
| Clasificación de la etapa |                    |                        |                 |
| Ciclista | Ciclista           | Equipo                 | Tiempo          |
| 1.º | Wout Poels         | Bahrain Victorious     | 3 h 56 min 52 s |
| 2.º | Alexéi Lutsenko    | Astana Qazaqstan Team  | + 0 s           |
| 3.º | Mauri Vansevenant  | Quick-Step Alpha Vinyl | + 18 s          |
| 4.º | Simon Yates        | BikeExchange-Jayco     | + 18 s          |
| 5.º | Damiano Caruso     | Bahrain Victorious     | + 18 s          |
| 6.º | Cristián Rodríguez | TotalEnergies          | + 18 s          |
| 7.º | Jack Haig          | Bahrain Victorious     | + 18 s          |
| 8.º | Iván Ramiro Sosa   | Movistar Team          | + 18 s          |
| 9.º | Ben O'Connor       | AG2R Citroën Team      | + 18 s          |
| 10.º | Miguel Ángel López | Astana Qazaqstan Team  | + 18 s          |

| \| Clasificación general \| Clasificación general \| Clasificación general \| Clasificación general \| Clasificación general \| \| Ciclista \| Ciclista \| Equipo \| Tiempo \| \| \| --------------------- \| --------------------- \| ---------------------- \| --------------------- \| --------------------- \| \| 1.º \| Wout Poels \| Bahrain Victorious \| 17 h 06 min 49 s \| \| \| 2.º \| Miguel Ángel López \| Astana Qazaqstan Team \| + 10 s \| \| \| 3.º \| Cristián Rodríguez \| TotalEnergies \| + 12 s \| \| \| 4.º \| Jack Haig \| Bahrain Victorious \| + 12 s \| \| \| 5.º \| Iván Ramiro Sosa \| Movistar Team \| + 12 s \| \| \| 6.º \| Carlos Rodríguez \| Ineos Grenadiers \| + 12 s \| \| \| 7.º \| Simon Yates \| BikeExchange-Jayco \| + 21 s \| \| \| 8.º \| Ben O'Connor \| AG2R Citroën Team \| + 21 s \| \| \| 9.º \| Alexéi Lutsenko \| Astana Qazaqstan Team \| + 24 s \| \| \| 10.º \| Mauri Vansevenant \| Quick-Step Alpha Vinyl \| + 27 s \| \| |                    |                        |                  |
| |                    |                        |                  |
| Fuente: ProCyclingStats |                    |                        |                  |
| Clasificación general |                    |                        |                  |
| Ciclista | Ciclista           | Equipo                 | Tiempo           |
| 1.º | Wout Poels         | Bahrain Victorious     | 17 h 06 min 49 s |
| 2.º | Miguel Ángel López | Astana Qazaqstan Team  | + 10 s           |
| 3.º | Cristián Rodríguez | TotalEnergies          | + 12 s           |
| 4.º | Jack Haig          | Bahrain Victorious     | + 12 s           |
| 5.º | Iván Ramiro Sosa   | Movistar Team          | + 12 s           |
| 6.º | Carlos Rodríguez   | Ineos Grenadiers       | + 12 s           |
| 7.º | Simon Yates        | BikeExchange-Jayco     | + 21 s           |
| 8.º | Ben O'Connor       | AG2R Citroën Team      | + 21 s           |
| 9.º | Alexéi Lutsenko    | Astana Qazaqstan Team  | + 24 s           |
| 10.º | Mauri Vansevenant  | Quick-Step Alpha Vinyl | + 27 s           |

### 5.ª etapa
| Huesa - Chiclana de Segura | etapa de media montaña | (167,1 km) |

| \| Clasificación de la etapa \| Clasificación de la etapa \| Clasificación de la etapa \| Clasificación de la etapa \| Clasificación de la etapa \| \| Ciclista \| Ciclista \| Equipo \| Tiempo \| \| \| ------------------------- \| ------------------------- \| ------------------------- \| ------------------------- \| ------------------------- \| \| 1.º \| Lennard Kämna \| Bora-Hansgrohe \| 3 h 43 min 05 s \| \| \| 2.º \| Lorenzo Fortunato \| Eolo-Kometa \| + 4 s \| \| \| 3.º \| Alessandro Covi \| UAE Team Emirates \| + 10 s \| \| \| 4.º \| Magnus Sheffield \| Ineos Grenadiers \| + 12 s \| \| \| 5.º \| Gonzalo Serrano Rodríguez \| Movistar Team \| + 25 s \| \| \| 6.º \| Emanuel Buchmann \| Bora-Hansgrohe \| + 26 s \| \| \| 7.º \| Stefano Oldani \| Alpecin-Fenix \| + 26 s \| \| \| 8.º \| Simone Velasco \| Astana Qazaqstan Team \| + 29 s \| \| \| 9.º \| Floris De Tier \| Alpecin-Fenix \| + 39 s \| \| \| 10.º \| Nélson Filippe Oliveira \| Movistar Team \| + 49 s \| \| |                           |                       |                 |
| |                           |                       |                 |
| Fuente: ProCyclingStats |                           |                       |                 |
| Clasificación de la etapa |                           |                       |                 |
| Ciclista | Ciclista                  | Equipo                | Tiempo          |
| 1.º | Lennard Kämna             | Bora-Hansgrohe        | 3 h 43 min 05 s |
| 2.º | Lorenzo Fortunato         | Eolo-Kometa           | + 4 s           |
| 3.º | Alessandro Covi           | UAE Team Emirates     | + 10 s          |
| 4.º | Magnus Sheffield          | Ineos Grenadiers      | + 12 s          |
| 5.º | Gonzalo Serrano Rodríguez | Movistar Team         | + 25 s          |
| 6.º | Emanuel Buchmann          | Bora-Hansgrohe        | + 26 s          |
| 7.º | Stefano Oldani            | Alpecin-Fenix         | + 26 s          |
| 8.º | Simone Velasco            | Astana Qazaqstan Team | + 29 s          |
| 9.º | Floris De Tier            | Alpecin-Fenix         | + 39 s          |
| 10.º | Nélson Filippe Oliveira   | Movistar Team         | + 49 s          |

## Clasificaciones finales
- Las clasificaciones finalizaron de la siguiente forma:[4]

### Clasificación general
| \| Clasificación general \| Clasificación general \| Clasificación general \| Clasificación general \| Clasificación general \| \| Ciclista \| Ciclista \| Equipo \| Tiempo \| \| \| --------------------- \| --------------------- \| ---------------------- \| --------------------- \| --------------------- \| \| 1.º \| Wout Poels \| Bahrain Victorious \| 20 h 51 min 27 s \| \| \| 2.º \| Cristián Rodríguez \| TotalEnergies \| + 14 s \| \| \| 3.º \| Miguel Ángel López \| Astana Qazaqstan Team \| + 15 s \| \| \| 4.º \| Carlos Rodríguez \| Ineos Grenadiers \| + 19 s \| \| \| 5.º \| Simon Yates \| BikeExchange-Jayco \| + 20 s \| \| \| 6.º \| Jack Haig \| Bahrain Victorious \| + 22 s \| \| \| 7.º \| Ben O'Connor \| AG2R Citroën Team \| + 26 s \| \| \| 8.º \| Mauri Vansevenant \| Quick-Step Alpha Vinyl \| + 32 s \| \| \| 9.º \| Alexéi Lutsenko \| Astana Qazaqstan Team \| + 34 s \| \| \| 10.º \| Iván Ramiro Sosa \| Movistar Team \| + 39 s \| \| |                    |                        |                  |
| |                    |                        |                  |
| Fuente: ProCyclingStats |                    |                        |                  |
| Clasificación general |                    |                        |                  |
| Ciclista | Ciclista           | Equipo                 | Tiempo           |
| 1.º | Wout Poels         | Bahrain Victorious     | 20 h 51 min 27 s |
| 2.º | Cristián Rodríguez | TotalEnergies          | + 14 s           |
| 3.º | Miguel Ángel López | Astana Qazaqstan Team  | + 15 s           |
| 4.º | Carlos Rodríguez   | Ineos Grenadiers       | + 19 s           |
| 5.º | Simon Yates        | BikeExchange-Jayco     | + 20 s           |
| 6.º | Jack Haig          | Bahrain Victorious     | + 22 s           |
| 7.º | Ben O'Connor       | AG2R Citroën Team      | + 26 s           |
| 8.º | Mauri Vansevenant  | Quick-Step Alpha Vinyl | + 32 s           |
| 9.º | Alexéi Lutsenko    | Astana Qazaqstan Team  | + 34 s           |
| 10.º | Iván Ramiro Sosa   | Movistar Team          | + 39 s           |

### Clasificación de la montaña
| Clasificación de la montaña | Clasificación de la montaña | Clasificación de la montaña | Clasificación de la montaña | Clasificación de la montaña |
| Ciclista                    | Ciclista                    | Equipo                      | Puntos                      |                             |
| --------------------------- | --------------------------- | --------------------------- | --------------------------- | --------------------------- |
| 1.º                         | Jon Barrenetxea             | Caja Rural-Seguros RGA      | 30 pts                      |                             |
| 2.º                         | Álvaro Cuadros              | Caja Rural-Seguros RGA      | 24 pts                      |                             |
| 3.º                         | Alexéi Lutsenko             | Astana Qazaqstan Team       | 24 pts                      |                             |
| 4.º                         | Xabier Isasa                | Euskaltel-Euskadi           | 21 pts                      |                             |
| 5.º                         | Ben O'Connor                | AG2R Citroën Team           | 14 pts                      |                             |
| 6.º                         | Miguel Ángel López          | Astana Qazaqstan Team       | 12 pts                      |                             |
| 7.º                         | Ander Okamika               | Burgos-BH                   | 12 pts                      |                             |
| 8.º                         | Gotzon Martín               | Euskaltel-Euskadi           | 10 pts                      |                             |
| 9.º                         | Lorenzo Fortunato           | Eolo-Kometa                 | 7 pts                       |                             |
| 10.º                        | Lennard Kämna               | Bora-Hansgrohe              | 6 pts                       |                             |

### Clasificación de los puntos
| Clasificación por puntos | Clasificación por puntos  | Clasificación por puntos | Clasificación por puntos | Clasificación por puntos |
| Ciclista                 | Ciclista                  | Equipo                   | Puntos                   |                          |
| ------------------------ | ------------------------- | ------------------------ | ------------------------ | ------------------------ |
| 1.º                      | Alessandro Covi           | UAE Team Emirates        | 59 pts                   |                          |
| 2.º                      | Wout Poels                | Bahrain Victorious       | 41 pts                   |                          |
| 3.º                      | Magnus Sheffield          | Ineos Grenadiers         | 39 pts                   |                          |
| 4.º                      | Miguel Ángel López        | Astana Qazaqstan Team    | 33 pts                   |                          |
| 5.º                      | Mauri Vansevenant         | Quick-Step Alpha Vinyl   | 31 pts                   |                          |
| 6.º                      | Simon Clarke              | Israel-Premier Tech      | 31 pts                   |                          |
| 7.º                      | Simon Yates               | BikeExchange-Jayco       | 29 pts                   |                          |
| 8.º                      | Lennard Kämna             | Bora-Hansgrohe           | 25 pts                   |                          |
| 9.º                      | Alexéi Lutsenko           | Astana Qazaqstan Team    | 25 pts                   |                          |
| 10.º                     | Gonzalo Serrano Rodríguez | Movistar Team            | 25 pts                   |                          |

### Clasificación por equipos
| Clasificación por equipos | Clasificación por equipos | Clasificación por equipos | Clasificación por equipos |
| Equipo                    | Equipo                    | Tiempo                    |                           |
| ------------------------- | ------------------------- | ------------------------- | ------------------------- |
| 1.º                       | Astana Qazaqstan Team     | 62 h 35 min 11 s          |                           |
| 2.º                       | Bahrain Victorious        | + 1 min 35 s              |                           |
| 3.º                       | Ineos Grenadiers          | + 13 min 37 s             |                           |
| 4.º                       | Movistar Team             | + 13 min 38 s             |                           |
| 5.º                       | UAE Team Emirates         | + 22 min 16 s             |                           |
| 6.º                       | AG2R Citroën Team         | + 28 min 01 s             |                           |
| 7.º                       | Bora-Hansgrohe            | + 29 min 03 s             |                           |
| 8.º                       | BikeExchange-Jayco        | + 30 min 11 s             |                           |
| 9.º                       | Quick-Step Alpha Vinyl    | + 33 min 36 s             |                           |
| 10.º                      | Caja Rural-Seguros RGA    | + 34 min 35 s             |                           |

## Evolución de las clasificaciones
| Etapa                   | Vencedor                | Clasificación general | Clasificación de la montaña | Clasificación de los puntos | Clasificación de las metas volantes | Clasificación por equipos |
| ----------------------- | ----------------------- | --------------------- | --------------------------- | --------------------------- | ----------------------------------- | ------------------------- |
| 1.ª                     | Rune Herregodts         | Rune Herregodts       | Álvaro Cuadros              | Rune Herregodts             | Stephen Bassett                     | Sport Vlaanderen-Baloise  |
| 2.ª                     | Alessandro Covi         | Alessandro Covi       | Jon Barrenetxea             | Alessandro Covi             | Diego Pablo Sevilla                 | Astana Qazaqstan          |
| 3.ª                     | Magnus Sheffield        | Alessandro Covi       | Jon Barrenetxea             | Alessandro Covi             | Diego Pablo Sevilla                 | Astana Qazaqstan          |
| 4.ª                     | Wout Poels              | Wout Poels            | Jon Barrenetxea             | Alessandro Covi             | Damiano Caruso                      | Astana Qazaqstan          |
| 5.ª                     | Lennard Kämna           | Wout Poels            | Jon Barrenetxea             | Alessandro Covi             | Diego Pablo Sevilla                 | Astana Qazaqstan          |
| Clasificaciones finales | Clasificaciones finales | Wout Poels            | Jon Barrenetxea             | Alessandro Covi             | Diego Pablo Sevilla                 | Astana Qazaqstan          |

## Ciclistas participantes y posiciones finales
Convenciones:
- AB-N: Abandono en la etapa "N"
- FLT-N: Retiro por arribo fuera del límite de tiempo en la etapa "N"
- NTS-N: No tomó la salida para la etapa "N"
- DES-N: Descalificado o expulsado en la etapa "N"

## UCI World Ranking
La Vuelta a Andalucía otorgó puntos para el UCI World Ranking para corredores de los equipos en las categorías UCI WorldTeam, UCI ProTeam y Continental. Las siguientes tablas son el baremo de puntuación y los diez corredores que obtuvieron más puntos:
| Posición              | 1.º | 2.º | 3.º | 4.º | 5.º | 6.º | 7.º | 8.º | 9.º | 10.º | 11.º | 12.º | 13.º | 14.º | 15.º | 16.º-30.º | 31.º-40.º |
| Clasificación general | 200 | 150 | 125 | 100 | 85  | 70  | 60  | 50  | 40  | 35   | 30   | 25   | 20   | 15   | 10   | 5         | 3         |
| Por etapa             | 20  | 10  | 5   |     |     |     |     |     |     |      |      |      |      |      |      |           |           |
| Líder                 | 5   |     |     |     |     |     |     |     |     |      |      |      |      |      |      |           |           |

| Clasificación |                    |                        |         |       |       |       |
| Posición      | Ciclista           | Equipo                 | General | Etapa | Líder | Total |
| ------------- | ------------------ | ---------------------- | ------- | ----- | ----- | ----- |
| 1.º           | Wout Poels         | Bahrain Victorious     | 200     | 20    | 5     | 225   |
| 2.º           | Cristián Rodríguez | TotalEnergies          | 150     | -     | -     | 150   |
| 3.º           | Miguel Ángel López | Astana Qazaqstan       | 125     | 10    | -     | 135   |
| 4.º           | Carlos Rodríguez   | INEOS Grenadiers       | 100     | -     | -     | 100   |
| 5.º           | Simon Yates        | BikeExchange-Jayco     | 85      | -     | -     | 85    |
| 6.º           | Jack Haig          | Bahrain Victorious     | 70      | -     | -     | 70    |
| 7.º           | Ben O'Connor       | AG2R Citroën           | 60      | -     | -     | 60    |
| 8.º           | Mauri Vansevenant  | Quick-Step Alpha Vinyl | 50      | 5     | -     | 55    |
| 9.º           | Alexey Lutsenko    | Astana Qazaqstan       | 40      | 10    | -     | 50    |
| 10.º          | Alessandro Covi    | UAE Emirates           | 15      | 25    | 10    | 50    |